# Microcerella bermuda
Microcerella bermuda är en tvåvingeart som beskrevs av Thomas Pape 1990. Microcerella bermuda ingår i släktet Microcerella och familjen köttflugor.
Artens utbredningsområde är Bermuda. Inga underarter finns listade i Catalogue of Life.